# Zaślubiny Maryi
Zaślubiny Maryi – fresk autorstwa Giotto di Bondone namalowany ok. 1305 roku dla kaplicy Scrovegnich w Padwie.
Jeden z 40 fresków namalowanych przez Giotta w kaplicy Scrovegnich należący do cyklu scen przedstawiających życie Joachima i Anny, Marii oraz Chrystusa. Historia rodziców Marii i jej samej pochodziła głównie z trzynastowiecznej Złotej legendy autorstwa Jakuba de Voragine'a oraz z Protoewangelii Jakuba z II wieku.
Jak relacjonuje Protoewangelia Jakuba po tym, jak Józef został wybrany wśród wszystkich wdowców na opiekuna Marii, nadszedł czas zaślubin. Giotto umieścił scenę w tej samej scenerii co dwa wcześniejsze freski: Konkurenci przynoszą swe różdżki do świątyni i Czuwanie nad różdżkami. Tłem jest nawa kościoła, w której skupiają się wszyscy zebrani. W centralnej części stoi naprzeciw siebie młoda para, a między nimi kapłan. Józef nakłada obrączkę Marii, w drugiej ręce trzyma laskę, na końcu której zasada gołąbek, symbol dziewictwa dziewczyny. Maria trzyma dłoń na brzuchu, co ma wskazywać na jej brzemienny stan. Podobny gest wykonuje jedna z kobiet stojących za Marią, prawdopodobnie Elżbieta - matka Jana Chrzciciela. Za Józefem, w zielonej szacie, stoi pomocnik świątyni, a dalej inni mężczyźni. Wśród nich widać postać, która przełamuje kolanem kij. Epizod ten nigdy nie występował wcześniej ikonografii Zaślubin.